# Måns Krüger
Måns Krüger, född 28 februari 1992 i Stockholm, är en svensk professionell ishockeyspelare (forward) som spelar för Vallentuna Hockey i Hockeyettan. Hans moderklubb är Huddinge IK.
Han är yngre bror till ishockeyspelaren Marcus Krüger.

## Karriär i Elitserien
Måns Krüger spelade 3 elitseriematcher för Modo Hockey säsongen 2011-12, där han gjorde 1 poäng (0+1).